# Балша Божовић
Балша Божовић (Београд, 10. мај 1983) српски је политичар, политички и НВО активиста. Некадашњи је високи функционер Демократске странке и народни посланик (2012—2020).

## Биографија

### Младост и образовање
Рођен је 10. маја 1983. године у Београду. Његов отац Драгослав Божовић био је председник Општинског одбора Демократске странке у Градској општини Стари град, члан Главног одбора Демократске странке и народни посланик од 2008. до 2012. године.
По завршеној Трећој београдској гимназији, уписао је Правни факултет Универзитета у Београду 2002. и дипломирао 2012. године.

### Политичка каријера
Од 2004. године је члан Демократске странке. Између 2007. и 2009. године био је председник Демократске омладине Београд, а потом је постао председник Демократске омладине. Волонтерски је био ангажован у Народној канцеларији председника Републике.
На локалним изборима 2008. године, постао је одборник Скупштине града Београда. На парламентарним изборима 2012. године први је пут изабран за народног посланика у Народној скупштини Републике Србије. Поново је изабран за посланика на изборима 2014. и изборима 2016. године. Од 31. маја до 24. децембра 2012. године и од 3. јуна 2016. године до августа 2020. године, био је заменик шефа посланичког клуба Демократске странке.
Након парламентарних избора 2020. године, које је Демократска странка бојкотовала, дошло је до унутрашњег сукоба у странци, које је кулминирало искључењем Радослава Милојичића, Слободана Милосављевића, Балше Божовића и Бранислава Лечића из странке.

### НВО каријера
Изврни директор је невладине организације Регионалне академије за развој демократије.

### Ставови
Он сматра да Све док је присутна обновљена великоспрска политика, као званична политика Београда према региону, неће бити мира ни у Црној Гори, ни у Босни и Херцеговини, ни на Косову, а Србија ће, окренута Русији, бити константни фактор дестабилности на Балкану. Тврдио је и да званични Београд преко „својих послушника” подрива црногорски идентитет и суверенитет.
Негативно је критиковао честитке и подршку политичара из Србије поводом Дана Републике Српске, тврдећи да тако „режим Александра Вучића дестабилизује регион”.
Изјавио је да је Српска православна црква „само испостава“ Руске православне цркве.
Оружани сукоб српских милитаната са Косова Метохије са Албанцима у Бањској је окарактерисао као „терористички упад” и за њега је окривио безбедносне снаге Србије.

### Лични живот
Ожењен је Александром Јерков и са њом има сина.